# Mujer con collar de perlas en un palco
Mujer con collar de perlas en un palco o Lydia en un palco es una pintura de 1879 de la artista estadounidense Mary Cassatt. El Museo de Arte de Filadelfia adquirió la pintura en 1978 del legado de Charlotte Dorrance Wright. El estilo en el que fue pintado y la representación de la luz y el color cambiantes pertenecen al impresionismo. Esta obra maestra de la artista muestra una visión de la mujer moderna y es similar en estilo a Degas.

## Descripción

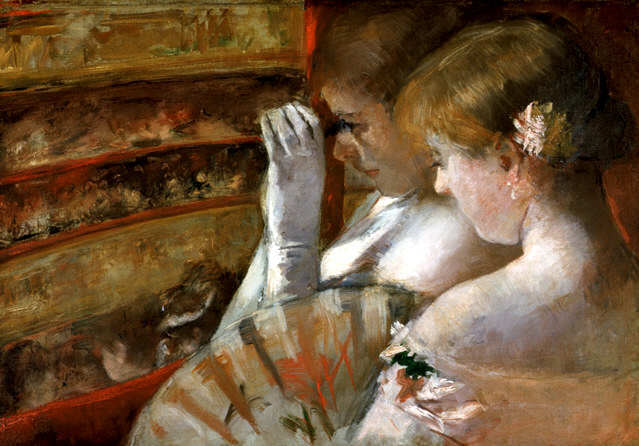
Mary Cassatt, En el palco, óleo sobre lienzo, 1879, Colección privada.

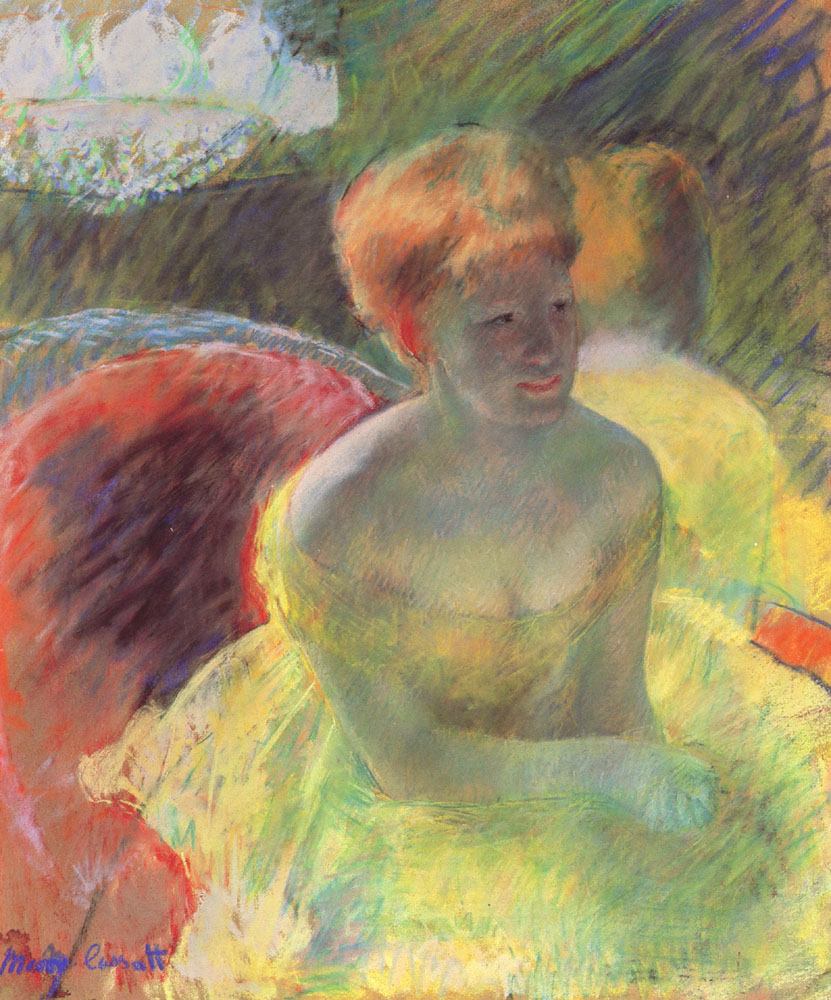
Mary Cassatt, En el teatro, óleo sobre lienzo, 21 5/8 x 17 3/4 pulgadas, 1879, un estudio previo para esta obra; Colección Sra. de William Coxe Wright.

Mary Cassatt, El palco, óleo sobre lienzo, 32 x 26 pulgadas, 1880, Museo de Bellas Artes de Boston.

Este óleo sobre lienzo mide 81,3 x 59,7 cm y muestra a una mujer sentada en una gran silla tapizada roja en uno de los palcos de la Ópera de París. Se encuentra frente a un gran espejo de pared que refleja la escena que vive, y dando al mismo tiempo al espectador el punto de vista que ella tiene. Al igual que Degas, Cassatt prestó mucha atención a "los efectos de la iluminación artificial sobre las carnaciones". La mujer está sentada disfrutando del ambiente, la vida nocturna de la ciudad que fascinaba a la mayoría de los impresionistas, mientras observa a la gente de los otros palcos. Está vestida con el atuendo de noche acorde para acudir al teatro: vestido escotado sin mangas de color claro, guantes largos y el cabello recogido atrás. Luce un collar de perlas, sostiene un abanico y adorna el borde del escote con un ramillete de flores frescas. Parece desconcertada con lo que está viendo. El estilo pictórico rápido de las pinturas impresionistas se puede ver aquí, ya que Cassatt se inspiró en gran medida en él. El fondo es muy expresivo y suelto, ya que las figuras se plasman con simples pinceladas de color. Una elaborada lámpara de araña también se muestra en el reflejo del espejo arriba a la izquierda. El rico colorido atrae al espectador, las sombras profundas crean un contraste con el brillo de la fuente de luz. Las pinceladas dentro del propio vestido le dan textura y viveza a la pieza. Cassatt pinta a su hermana de cerca, colocando al espectador en el palco de la ópera junto a Lydia.
"Siendo una pintora de género, pudo reproducir escenas de la vida cotidiana, entornos domésticos y fiestas, que idealizaría para ayudar a crear un aire etéreo de asombro alrededor de las mujeres que pintaba." 
Además de las pinceladas rápidas impresionistas, Cassatt también implementó la perspectiva inclinada común en muchas de las pinturas de Degas. Esto hace que los espectadores nunca sean capaces de averiguar en qué parte de la pintura estarían parados si estuvieran presentes en la escena.

## Otros trabajos de la serie.
Cassatt representó a la mujer moderna; "No hay nada más graciosamente honesto y aristocrático que sus retratos de mujeres jóvenes". "Glamour, vestuario a la moda, escenarios de un gusto exquisito sirvieron para crear una idea que se entendía intensamente moderna, un pálido legado del poeta". Pintó a mujeres de la emergente clase media-alta involucradas en actividades de ocio como ir al teatro. Por ello se la considera realista por su representación de la mujer en la vida cotidiana, tanto la mujer trabajadora como la burguesa ociosa. La forma en que describió a la mujer de clase trabajadora en "la solicitud maternal o la ansiedad personal se enmarcan dentro"  de estas narrativas. Su trabajo posterior se considera posimpresionista.
Cassatt usó a su hermana Lydia como modelo para muchas de sus pinturas. Cassatt y su hermana, que permanecieron voluntariamente solteras buscando independencia y en el caso de Cassatt también para centrarse por completo en su carrera, vivían juntas en Francia desde 1877. Por entonces, Cassatt se hizo amiga cercana de Degas, y su influencia se puede ver en su trabajo. Cassatt hizo una serie de escenas teatrales, como En el palco de 1879 y El palco de 1882.
En el teatro, también de 1879, muestra a Lydia sentada posiblemente en la misma silla roja e inclinándose hacia adelante para que sus brazos descansen sobre sus rodillas. La vasta escena de Mujer con un collar de perlas en un palco aun no está presente aquí, ya que el espejo refleja una habitación oscura para el espectador, pero sí aparece la lámpara de araña y el elegante vestido. El aire festivo está perfectamente captado.
Otra pintura relacionada es En el palco, del mismo año; representa en primerísimo plano de perfil a dos jóvenes en su palco del teatro viendo cómo se desarrolla la actuación ante ellas. El fondo se maneja de manera muy similar con pinceladas rápidas para transmitir la sensación de otras figuras en los asientos de los palcos frente a ellas. Están usando sus binoculares y sostienen abanicos, el de la dama más cercana está abierto y oscurece a la joven más alejada del espectador. El palco de 1882 muestra a dos jóvenes sentadas que parecen esperar a que comience la representación. De nuevo, un gran espejo detrás permite en su reflejo captar lo que están contemplando. Estas pinturas se conectan con Mujer con un collar de perlas en un palco tanto por el entorno como por el tema de la feminidad y la relevancia para la mujer moderna que disfruta de una noche en la ciudad. "Cassatt encontró un dispositivo para unir su fascinación por la figura, en particular de mujeres jóvenes en ropa elegante de día o de noche, con la necesidad de situarlas en un entorno social, uno de los espacios ambiguos de la modernidad que la feminidad burguesa podría ocupar y disputar." 

## Recepción
Cassatt fue muy elogiada por su trabajo que se presentó en 1879 durante la Cuarta Exposición Impresionista. "Su trabajo se destacó en gran contraste con los paisajes de Monet, Pissarro y otros, así como con los retratos más precisos de Caillebotte y Zandomeneghi". Aunque en su mayoría se le dieron críticas positivas a Cassatt con respecto a su trabajo, también hubo críticas negativas. Esto todavía no disuadió a Cassatt ni a sus seguidores. El trabajo de Cassatt también se presentó en la "Quinta Exposición Impresionista en 1880, la Sexta Exposición Impresionista en 1881 y la Octava y última Exposición Impresionista en 1886" 
Las pinturas de Cassatt a veces se consideran una pieza feminista. Muestra que “'Las edades de la mujer'”: infancia, niñez, juventud, adultez y maternidad, madurez y vejez” son un tema predominante en ellas. Los vestidos de sus modelos son "el emblema mismo de la feminidad que es el verdadero tema de la pintura misma". 